# Pleun Strik
Pleun Strik   (Rotterdam, 27 de maig de 1944 - 14 de juliol de 2022) fou un futbolista internacional neerlandès que jugava de defensa.
Va jugar dos partits a la fase de classificació amb la selecció dels Països Baixos a la fase de classificació per la Copa de Món de 1970, i va anar convocat amb la selecció holandesa a la Copa del Món de Futbol de 1974, tot i que no va jugar el torneig.
Strik va jugar a futbol de clubs amb el PSV Eindhoven durant més de vuit anys a finals dels anys 60 i 70, i va jugar un total de 28 partits per a ells en competicions de clubs de la UEFA. Això va incloure quatre partits a la Copa d'Europa de 1975–76, encara que no va jugar en els partits de semifinals contra l'AS Saint-Étienne.